# Puya lanuginosa
Puya lanuginosa är en gräsväxtart som först beskrevs av Hipólito Ruiz López och Pav., och fick sitt nu gällande namn av Schult. och Julius Hermann Schultes. Puya lanuginosa ingår i släktet Puya och familjen Bromeliaceae.
Artens utbredningsområde är Peru. Inga underarter finns listade i Catalogue of Life.